# Storgatan (Stockholm)
Storgatan est une rue du quartier de Östermalm à Stockholm en Suède.

## Situation
Storgatan est une rue d'Östermalm dans le centre-ville de Stockholm, qui s'étend d'Östermalmstorg à l'ouest jusqu'à Strandvägen au parc Nobel à l'est.

## Histoire
Storgatan était la rue principale qui menait à Ladugårdslandet au XVIIème siècle. 
Storgatan était en principe la seule rue dans le sens est/ouest qui pouvait être appelée une rue
À cette époque, il n'y avait ni Narvavägen, ni Karlavägen, ni Strandvägen.
La rue était déjà mentionnée dans les années 1640 sous le nom de Stora Gatan et, avec Humlegårdsgatan (qui est l'extension de Storgatan vers l'ouest), était la première rue traversant Ladugårdslandet, ce qui deviendra plus tard le quartier d'Östermalm. 
Sur la carte de Petrus Tillaeus de 1733 et de Wägvisare i Stockholm de 1841, la rue s'appelle Stora gatan ou Södra Humlegårdsgatan. Auparavant, Storgatan ne descendait pas jusqu'à Strandvägen mais seulement jusqu'à Styrmansgatan ; dans les années 1750, une route privée fut construite plus à l'est.
Selon le plan d'urbanisme actuel de février 1935, Storgatan devait être élargie de 12 mètres à 18 mètres. Cependant, de nombreuses propriétés le long du côté nord de Storgatan ont toujours l'ancien tracé de la rue tandis que certaines ont le nouveau, notamment Sjökalven 25 et la maison Näringslivets à proximité, ainsi que l'immeuble résidentiel de Neptunus 26 (achevé en 1936), qui était alors la première maison avec le nouvel emplacement en retrait.
Le long de Storgatan se trouve l'Église Hedwige-Éléonore et, à l'intersection avec Narvavägen, l'église d'Oscar.

## Bâtiments de la rue
| N°    | Nom                           | Image | Const.    | Architecte                    |
| ----- | ----------------------------- | ----- | --------- | ----------------------------- |
| 2     | Église Hedwige-Éléonore       |       | 1669-1737 | Jean de la Vallée             |
| 3-5   | Sjökalven 25                  |       | 1951-1961 | Anders Tengbom                |
| 10    | Havssvalget 17                |       | 1906-1907 | Hagström & Ekman              |
| 15-21 | Näringslivets hus             |       | 1957-1972 | Gustaf Lettström              |
| 23    | Caserne d'Östermalm           |       |           |                               |
| 27    | Neptunus 31                   |       | 1953-1957 | Ernst Grönwall                |
| 28    | Apoteket Storken              |       | 1899      | Hans Jacob Hallström          |
| 29    | Neptunus 26                   |       | 1935-1936 | Hjalmar Westerlund            |
| 41    | Kvarteret Krubban             |       | 1817      | Fredrik Blom                  |
| 51    | Église d'Oscar                |       | 1897-1903 | Gustaf Hermansson             |
| 53    | Fredrikshovs slott (sv)       |       | 1660      | Jean de la Vallée             |
| 58    | Palais von Rosen Bajonetten 6 |       | 1895-1899 | Isak Gustaf Clason            |
| 60    | Bajonetten 7                  |       | 1897-1899 | Ludvig Peterson Ture Stenberg |
| 61    | Gardisten 4                   |       | 1913-1915 | Höög & Morssing               |